# Вольтер, Вальдемар
Вальдемар Вольтер (нем. Waldemar Wolter; 19 мая 1908, Вюрцбург, Германская империя — 28 мая 1947, Ландсбергская тюрьма) — штурмбаннфюрер СС, главный врач концлагерей Маутхаузен и Флоссенбюрг.

## Биография
Вальдемар Вольтер родился 19 мая 1908 года в семье преподавателя. С 1929 по 1935 год изучал медицину в Вюрцбурге. 15 июля 1935 года сдал первый государственный экзамен. С октября 1936 года работал ассистентом в городской больнице во Франкфурте-на-Одере. 26 марта 1938 года получил докторскую степень по медицине, защитив диссертацию на тему «коллоидное образование копролита в аппендиксе».
21 марта 1933 года был зачислен в ряды Общих СС (№ 104540). 1 мая 1933 года вступил в НСДАП (билет № 3140090). С 15 по 25 марта 1941 года проходил учебный курс в составе запасного санитарного батальона СС в Ораниенбурге. С 18 апреля по 18 июня 1941 года служил в концлагере Бухенвальд. С 18 июня по 1 ноября 1941 года служил в концлагере Хинцерт, где участвовал в убийстве советских военнопленных, вводя им смертельные инъекции. С 1 ноября 1941 года служил в концлагере Заксенхаузен. С 1 апреля 1942 года до 1 сентября 1943 года был главным врачом в концлагере Дахау. Вольтер участвовал экспериментах над людьми: для изучения флегмоны заключённым вводился гной, который приводил к заражению  крови. Впоследствии до мая 1944 года служил в концлагере Герцогенбуш. С 10 мая по 10 июня 1944 года был главным врачом в концлагере Флоссенбюрг. С августа 1944 и до 27 апреля 1945 года был главным врачом в концлагере Маутхаузен. Там Вольтер участвовал в селекциях узников для дальнейшей отправки в газовую камеру и их транспортировке в замок Хартхайм, где они подвергались уничтожению.
После окончания войны был привлечён к суду в качестве обвиняемого на процессе по делу о преступлениях в концлагере Маутхаузен. Ему было предъявлено обвинение в уничтожении от 1400 до 2700 заключенных в газовой камере. 13 мая 1946 года был приговорён к смертной казни через повешение. После оглашения приговора несколько человек подали прошения о помиловании Вольтера, в том числе богослов Мартин Нимёллер. 28 мая 1947 года приговор был приведён в исполнение в Ландсбергской тюрьме.